# もりいさむ
もり いさむ（1948年 - ）は、日本のフォークシンガーである。

## 来歴・人物
山口県山陽小野田市出身。1980年頃からフォークシンガーとして活動を始め、1985年に童謡詩人「金子みすゞ」の詩に出合い深い感銘を受け、約80編の詩に曲をつけ、みすゞのうたを歌い続けている。1995年にKRY山口放送ラジオの「お茶しませんか」に約9年間出演する。1996年阪神・淡路大震災の被災者のために「みすゞの心を神戸に届ける会」をつくり会長として活動し、支援コンサートを展開する。1998年7月19日「みすゞこうぼう」を金子みすゞ記念館前（山口県長門市）に開設する。2001年に映画「みすゞ」製作協力のチャリティーコンサートを山口県内で展開する。山口きらら博JC地球市民の日で、女優の田中美里と共演する。2005年11月12日に芹洋子をゲスト迎え20周年記念コンサートをルネッサ長門（山口県長門市）で開催する。みすゞのうたの集大成として未発表曲を含めたCDアルバム「みすゞのうた大全集」（50曲）を発表する。2008年に中国語訳のみすゞのうたCDアルバム『向着明亮那方（明るい方へ）』を発表する。2011年、東日本大震災の被災者のためにチャリティーコンサートを開催し、YouTubeに動画を発表する。
もりが作曲した「わたしと小鳥とすずと」は金子みすゞの母校である長門市立仙崎小学校で第二校歌として歌われている。
また、「波の橋立」はみすゞ音頭として、振付もされ、広く長門市民の間で踊られ親しまれている。
他を優しく思いやる金子みすゞの心が文化になるように、チャリティーコンサートや募金活動等を積極的に行っている。